# Egil Gjelland
Egil Gjelland (* 12. November 1973 in Voss) ist ein ehemaliger norwegischer Biathlet und heutiger Biathlontrainer.

## Leben und Karriere
Ab 1995 mischte der überaus sichere Staffelläufer Gjelland im Weltcup mit und das mit relativ gutem Erfolg. Seine Bestleistung ist die der Saison 2000/2001 mit einem siebten Rang. Gute Einzelresultate waren bei ihm zwar immer zu erwarten, aber überragende Platzierungen blieben Mangelware.
In seiner erfolgreichsten Saison im Winter 2000/2001 konnte Gjelland dreimal auf das Podest laufen, seinen ersten Sieg feierte er aber erst am 17. Dezember 2004 in der Verfolgung von Östersund. Damit komplettierte er eine tolle Karriere, mit dem Höhepunkt des Olympiasieges in der Biathlon-Staffel von 2002. Gemeinsam mit Ole Einar Bjørndalen, Halvard Hanevold und Frode Andresen gewann er dieses Rennen souverän, doch viele Leute meinen, dass Gjelland der entscheidende Faktor in der Staffel war. 2005 gewann Gjelland bei der WM Gold in der Staffel. In der Saison 2006/2007 startete er im Europacup und hatte dort konstante Platzierungen um Platz 10 herum vorzuweisen.
Gjelland übernahm nach dem Ende der Saison 2009/2010 den Posten des Cheftrainers bei den norwegischen Biathletinnen und trat somit die Nachfolge von Knut Tore Berland an. Zuvor trainierte er seit dem Ende seiner Aktivenzeit bereits die zweite Mannschaft. Von 2014 bis 2016 betreute er das Nationalteam der norwegischen Männer. Nach einer zweijährigen Pause übernahm Gjelland von 2018 bis 2024 die tschechischen Biathletinnen als Trainer.
Gjelland ist mit Ann-Elen Skjelbreid verheiratet. Seit Oktober 2004 sind sie Eltern einer Tochter.

## Erfolge
- Olympische Winterspiele:
  - 1998: 1× Silber (Staffel)
  - 2002: 1× Gold (Staffel)

- Weltmeisterschaften:
  - 1997: 1× Silber (Staffel)
  - 1998: 1× Gold (Mannschaft)
  - 2000: 1× Silber (Staffel)
  - 2001: 1× Bronze (Staffel)
  - 2004: 1× Silber (Staffel)
  - 2005: 1× Gold (Staffel)

- Gesamtweltcup:
  - 1× Platz 7 (2000/01)

- Weltcupsiege:
  - 1

## Biathlon-Weltcup-Platzierungen
Die Tabelle zeigt alle Platzierungen (je nach Austragungsjahr einschließlich Olympische Spiele und Weltmeisterschaften).
- 1.–3. Platz: Anzahl der Podiumsplatzierungen
- Top 10: Anzahl der Platzierungen unter den ersten zehn (einschließlich Podium)
- Punkteränge: Anzahl der Platzierungen innerhalb der Punkteränge (einschließlich Podium und Top 10)
- Starts: Anzahl gelaufener Rennen in der jeweiligen Disziplin

| Platzierung                               | Einzel | Sprint | Verfolgung | Massenstart | Team | Staffel | Gesamt |
| ----------------------------------------- | ------ | ------ | ---------- | ----------- | ---- | ------- | ------ |
| 1. Platz                                  |        |        | 1          |             |      | 14      | 15     |
| 2. Platz                                  | 1      |        |            | 1           | 1    | 16      | 19     |
| 3. Platz                                  |        | 2      | 2          |             |      | 8       | 12     |
| Top 10                                    | 7      | 17     | 17         | 6           | 2    | 45      | 94     |
| Punkteränge                               | 20     | 55     | 50         | 22          | 2    | 46      | 195    |
| Starts                                    | 36     | 83     | 63         | 22          | 2    | 47      | 253    |
| Stand: Daten möglicherweise unvollständig |        |        |            |             |      |         |        |